# 피로랍토르

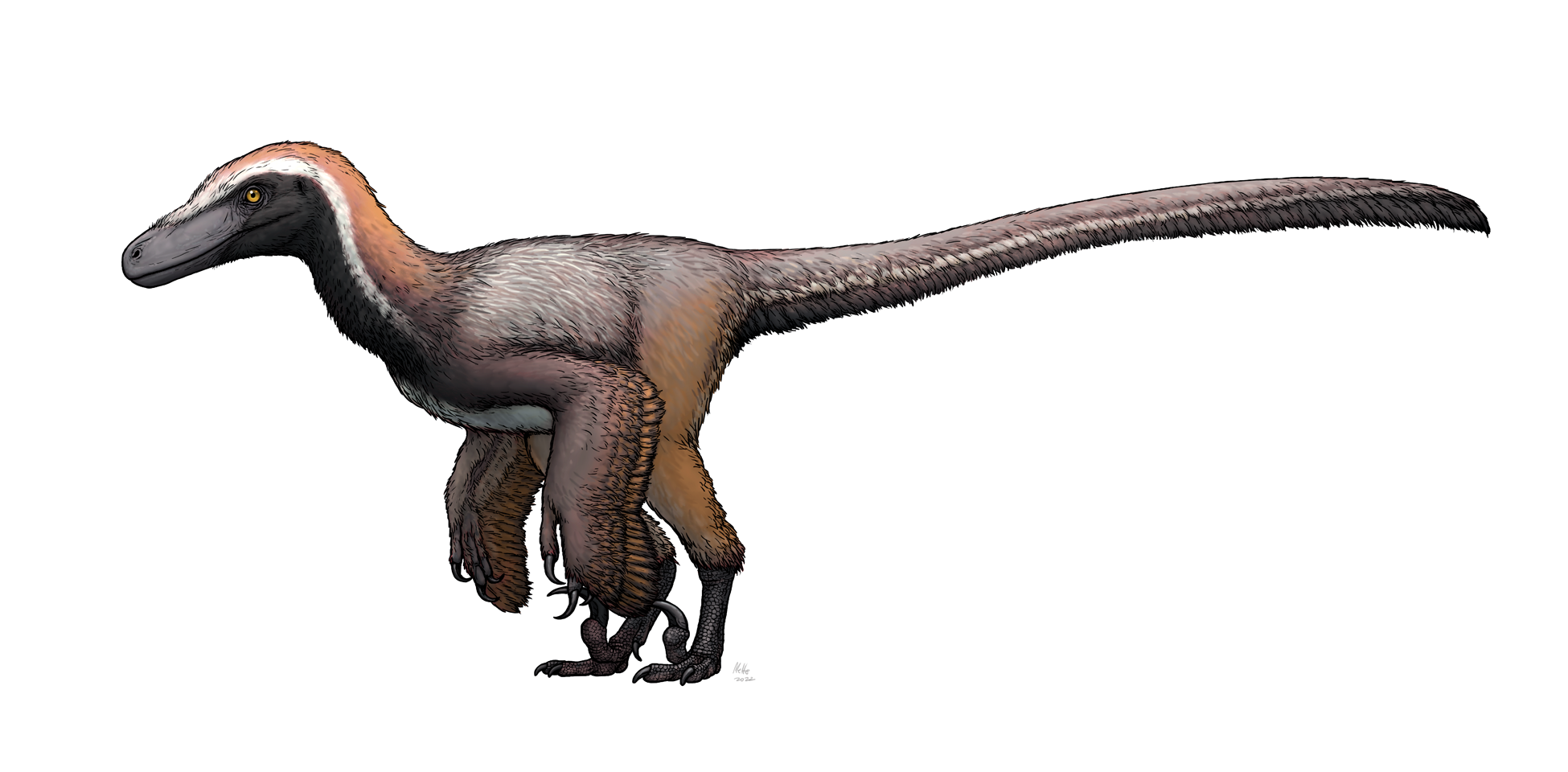

피로랍토르(pyroraptor)는 중생대 백악기 후기에 유럽에 서식한 드로마에오사우루스과에 속하는 공룡이다. 속명은 '불의 약탈자'라는 뜻인데, 산불이 휩쓸고 간 자리에서 화석이 발견되었기 때문에 이러한 이름이 붙었다.

## 발견
1992년에 프랑스 동남부 프로방스 주의 올랭프 산에서 발견된 모식표본 및 스페인에서 발견된 이 공룡의 것으로 추정되는 화석들이 발견되었다. 꼬리뼈 한 조각과 흉추 한 조각, 이빨 몇 개 등의 극소수 골격만이 발견될 정도로 보존률이 매우 좋지 않았고, 이보다 앞서 발견된 드로마이오사우루스과 공룡인 바리랍토르(Variraptor) 역시 파편적인 수준의 화석만으로 알려졌기 때문에 이 두 공룡이 같은 종이 아니냐는 생물학자들의 의견 분쟁이 지속되었으나, 척골의 형태가 서로 다른 것으로 판명된 것 외에도 둘 다 화석이 부족해 동일한 종인지에 대한 판단이 불가능하다고 여기게 되었다.
화석 자료가 심하게 부분적이다보니 피로랍토르의 정확한 크기나 생김새는 여전히 많은 부분이 의문이지만, 다른 드로마에오사우루스과 공룡들처럼 전신에 깃털을 달고 있었을 것이라고 추측된다. 뒷발톱과 척골의 크기로 보아 그리 큰 덩치는 아니었는데, 이는 당시 수많은 섬으로 이루어진 유럽 지역에 살았던 많은 종들에게서 발견되는 섬 왜소화의 일환일 가능성이 크다.
먹이는 주로 자신보다 작은 소형 공룡이나 포유류 등을 잡아먹으면서 살았을 것으로 추정된다.